# Hyacintara
Hyacintara (Anodorhynchus hyacinthinus) är den största aran och världens största papegoja, med en längd på en meter. I Brasilien är den känd som "arara azul"

## Utseende
Hyacintaror når en längd på en meter och väger 1,4-1,7 kilogram, har ett vingspann på 130-150 cm och har en mörkt djupblå indigoaktig fjäderdräkt. I motsats till andra aror har den ingen stor vit fläck i ansiktet utan bara starkt gulfärgad orbitalring och vaxhud vid roten av den kraftfulla svarta näbben. Könen är lika men honan är vanligen något smalare. Hyacintaran har fyra tår och en mycket lång stjärt.

## Utbredning och biotop
Idag finns tre kända vilda populationer av hyacintara i Sydamerika. Dessa återfinns i södra Brasilien, östra Bolivia och nordöstra Paraguay. Det är möjligt att mindre, spridda populationer förekommer i andra delar av utbredningsområdet. Den lever i tropiska regnskogar vid floder och i palmträsk.

## Beteende

### Häckning
Hyacintaror lever monogamt, fastän de anses vara mycket sällskapliga. De häckar i befintliga hål i träd. De lägger två till tre ägg, men vanligen överlever endast en unge om det inte finns stora mängder mat. Ungfåglarna stannar hos sina föräldrar tills de blivit sex månader gamla. De blir könsmogna vid fyra till sju års ålder.

### Föda
Med hjälp av näbben förmår fågeln äta hårda nötter och frön och till och med knäcka kokosnötter. Förutom nötter och frön äter de frukter och andra vegetabilier. Det finns åtta arter av palmer som är centrala för hyacintarans diet. 

### Livslängd
En hyacintara kan i vilt tillstånd bli omkring 25 år men i fångenskap har individer blivit upp till 90 år gamla.

## Hyacintararan och människan

### Status och hot
Hyacintaran kategoriseras som hotad av IUCN. Främst på grund av att den infångas i stora mängder för att säljas som burfågel och på grund av habitatförluster genom skogsavverkning. Under 1980-talet infångades minst 10.000 fåglar för att bli burfåglar. Totalt i världen uppskattar man att det endast finns ungefär 6500 vilda hyacintaror kvar.

### Som burfågel
Dess unika storlek och färg gör att den är en av de mest populära arterna av aror som hålls i fångenskap. Hyacintaran anses tillsammans med grönvingad ara vara mer lätthanterlig än andra aror och den är därför populär som husdjur.